# Yumeka Sumomo
Yumeka Sumomo (夢花 李 Mộng Hoa Lí) là bút danh của một nữ họa sĩ manga người Nhật Bản. Ngoài Yumeka Sumomo cho các tác phẩm shōnen-ai, cô còn có các bút danh như Sahara Mizu (佐原 ミズ (Tá Nguyên Thủy)) khi vẽ truyện seinen, Sahara Keita (佐原 恵太 (Tá Nguyên Huệ Thái)) khi vẽ truyện shōjo và Chikyūya (地球屋 (Địa Cầu Ốc)) hay Sasshi (さっし) khi vẽ truyện dōjinshi.

## Tác phẩm

### Bút danh Yumeka Sumomo
- Kokoro Kikai
- Soshite Hibi Koishiteku
- Soshite Koi ga Hajimaru (minh hoạ)
- Natsukashi Machi no Rozione
- Dousabou Seibutsu (còn được biết đến với tên Same Cell Organism)
- Chou ni Naru Hi (còn được biết đến với tên The Day I Became a Butterfly)
- Tengu-jin
- Mi to Shōnen
- Nemunoki no Geshukusō
- Kon no Ki Konoha
- Kimi wa Boku no Taiyō
- Hate ni Aru Kimi
- Kaze Shinshutsu Shita

### Bút danh Sahara Mizu
- Bus Hashiru
- Watashi to Watashi
- Nanairo Sekai
- Con gái của ba
- Hoshi no Koe (minh hoạ)
- Kumo no Mukō, Yakusoku no Basho (minh hoạ)
- Watashitachi no Shiawase na Jikan (chuyển thể tiểu thuyết của Ji-Young Gong)
- Tetsugaku Letra[1]
- Itsuya-san[2]

### Bút danh Sahara Keita
- Rōjō Swimmer

### Bút danh Chikyūya/Sasshi
- Oh My Lover (Gundam Wing dōjinshi)
- Sakyū Rasenron Baku (Naruto dōjinshi)